# 四街道市立四街道北中学校
四街道市立四街道北中学校（よつかいどうしりつよつかいどうきたちゅうがっこう）は、千葉県四街道市にある公立の中学校である。

## 概要
千葉市や警察官がキャンペーンのために来校するなど、非行防止活動に力を入れている。

## 沿革
- 1987年（昭和62年）
  - 4月1日 四街道市立四街道北中学校として開校（四街道中学校および四街道西中学校より分離）
  - 4月9日 開校式
  - 4月17日 校歌・校章披露式
  - 10月1日 標準服制定
- 1988年（昭和63年）
  - 3月31日 武道場完成
  - 4月1日 四街道市教育委員会指定により、学習指導研究推進
  - 5月9日 PTA設立準備委員会設置
- 1989年（平成元年）
  - 2月20日 PTA設立総会を挙行
- 1990年（平成2年）
  - 4月1日 千葉県教育委員会・四街教育メディア部門」の研究推進
  - 6月10日 定植樹推進学校「植樹祭」実施
- 1991年（平成3年）
  - 3月31日 コンピュータ教室完成
- 1995年（平成7年）
  - 4月1日 千葉県小中体連印旛支部・四街道市教育委員会指定により「学校体育」の研究推進
- 1996年（平成8年）
  - 3月 給食室（調理室）完成
  - 4月22日 完全給食開始
  - 11月16日 創立10周年記念式典を挙行
- 1998年（平成10年）
  - 3月31日 ランチルーム完成
  - 4月1日 千葉県教育委員会指定により「適応指導推進校」として研究推進
  - 9月1日 「心の教室」設置
- 2000年（平成12年）
  - 4月1日 特殊学級設置「青葉教室」開級
- 2001年（平成13年）
  - 4月1日 四街道市教育委員会指定により「教育課程」の研究推進（平成14年度まで）、学校教育委員会より「スクールカウンセラー」活用研究委託（平成19年度まで）
- 2003年（平成15年）
  - 4月1日 評価における二期制の導入
- 2004年（平成16年）
  - 4月1日 二期制完全実施
- 2006年（平成18年）
  - 10月28日 創立19周年記念式典
- 2008年（平成20年）
  - 4月1日 市教委指定「キャリア教育」

## 学区
四街道市大日の一部、鹿渡、つくし座一丁目 - 三丁目、さちが丘一丁目・二丁目、栗山の一部

## 著名な出身者
- 井領雅貴（プロ野球選手）

## 周辺の施設
- 四街道市役所
- 四街道市立図書館
- 千葉県立千葉盲学校
- 千葉県立四街道北高等学校
- くりやま幼稚園
- 四街道さくら病院
- エービン薬局四街道大日店
- 四街道市立中央小学校
- みどりがおか幼稚園